# Statue équestre de Washington
La statue équestre de Washington est une statue équestre en bronze du sculpteur américain Daniel Chester French. Située sur le terre-plein central de la place d'Iéna dans le 16e arrondissement de Paris, elle représente le premier président des États-Unis, George Washington.

## Description
George Washington est assis sur un cheval, dans le sens de l'avenue du Président-Wilson et tourné vers la place de l'Alma ; il tourne le dos à la statue équestre du Maréchal Foch de la place du Trocadéro. De sa main droite il lève un sabre, tandis que son cheval, juché sur un piédestal, lève la patte avant droite. Le piédestal est au milieu de la place d'Iéna, sur un terre-plein ovale, et les voitures tournent autour dans le sens inverse des aiguilles d'une montre.

## Histoire
La statue, offerte par un comité de femmes américaines de la haute société, a été inaugurée le 3 juillet 1900.

On peut lire sur le côté du piédestal qui fait face au musée Guimet la dédicace suivante : 

« Offert par les femmes des États-Unis d'Amérique en mémoire de l'aide fraternelle donnée par la France à leurs pères pendant la lutte pour l'indépendance. »

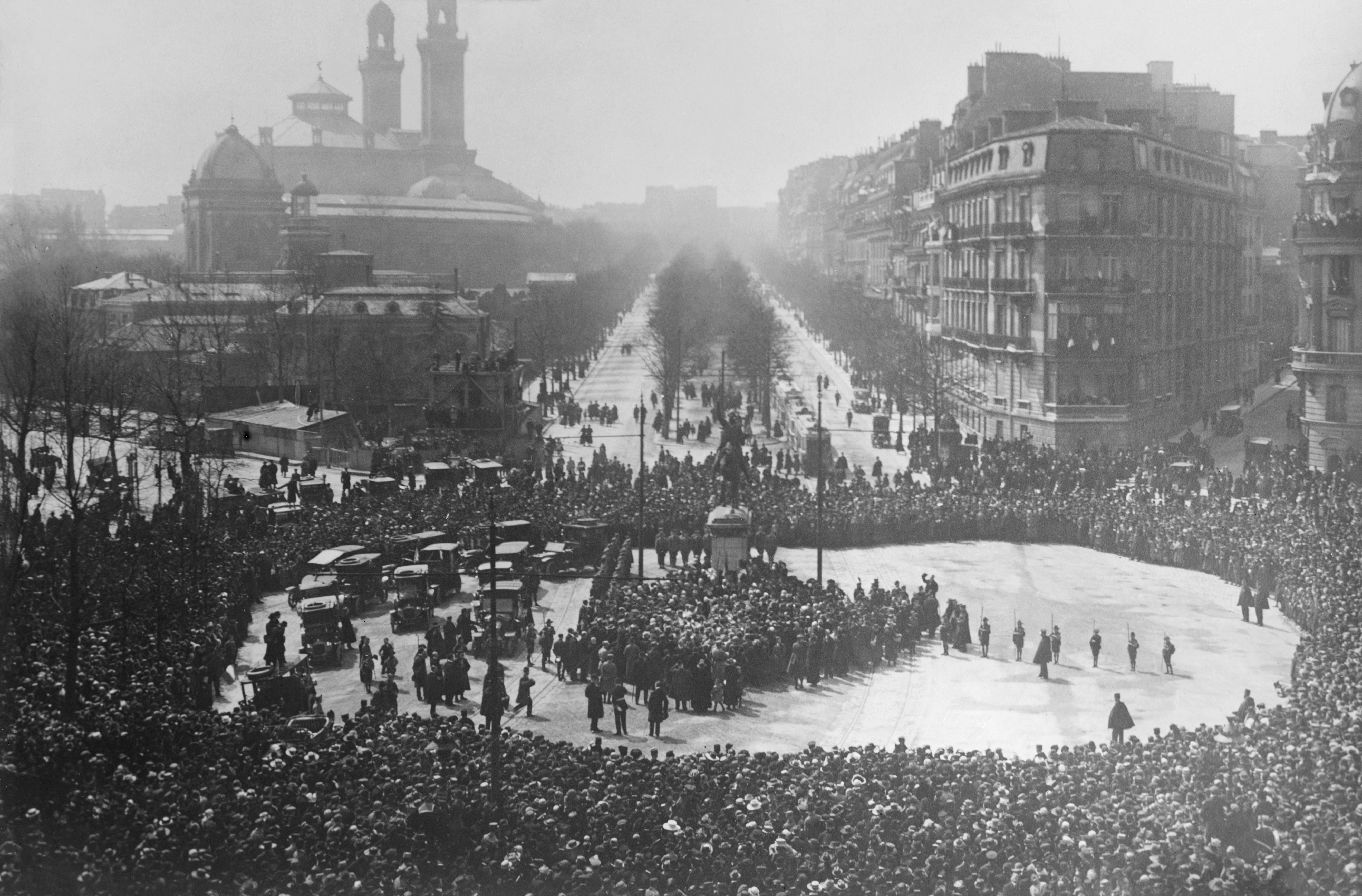
Inauguration de la statue.
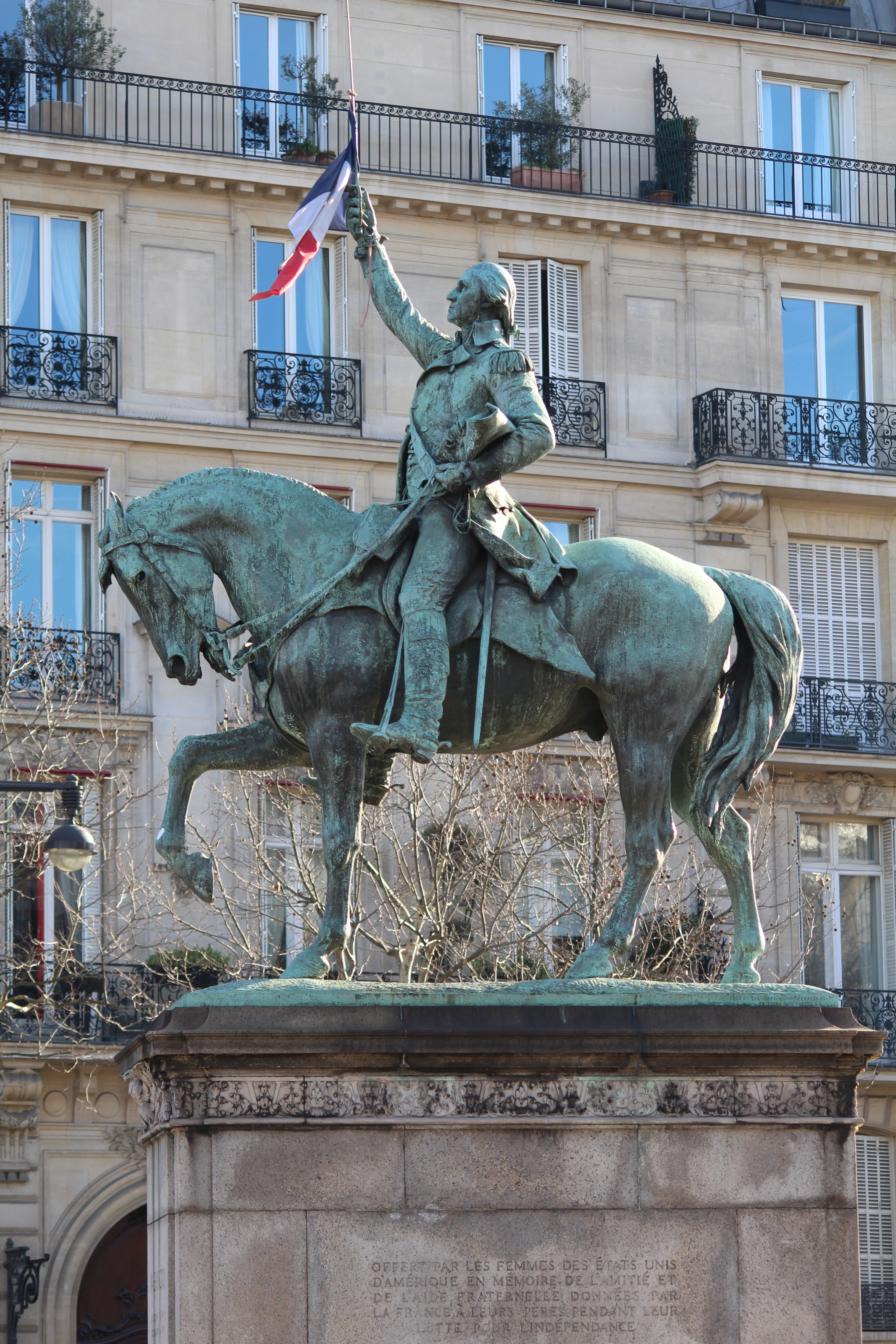
Vue de profil.
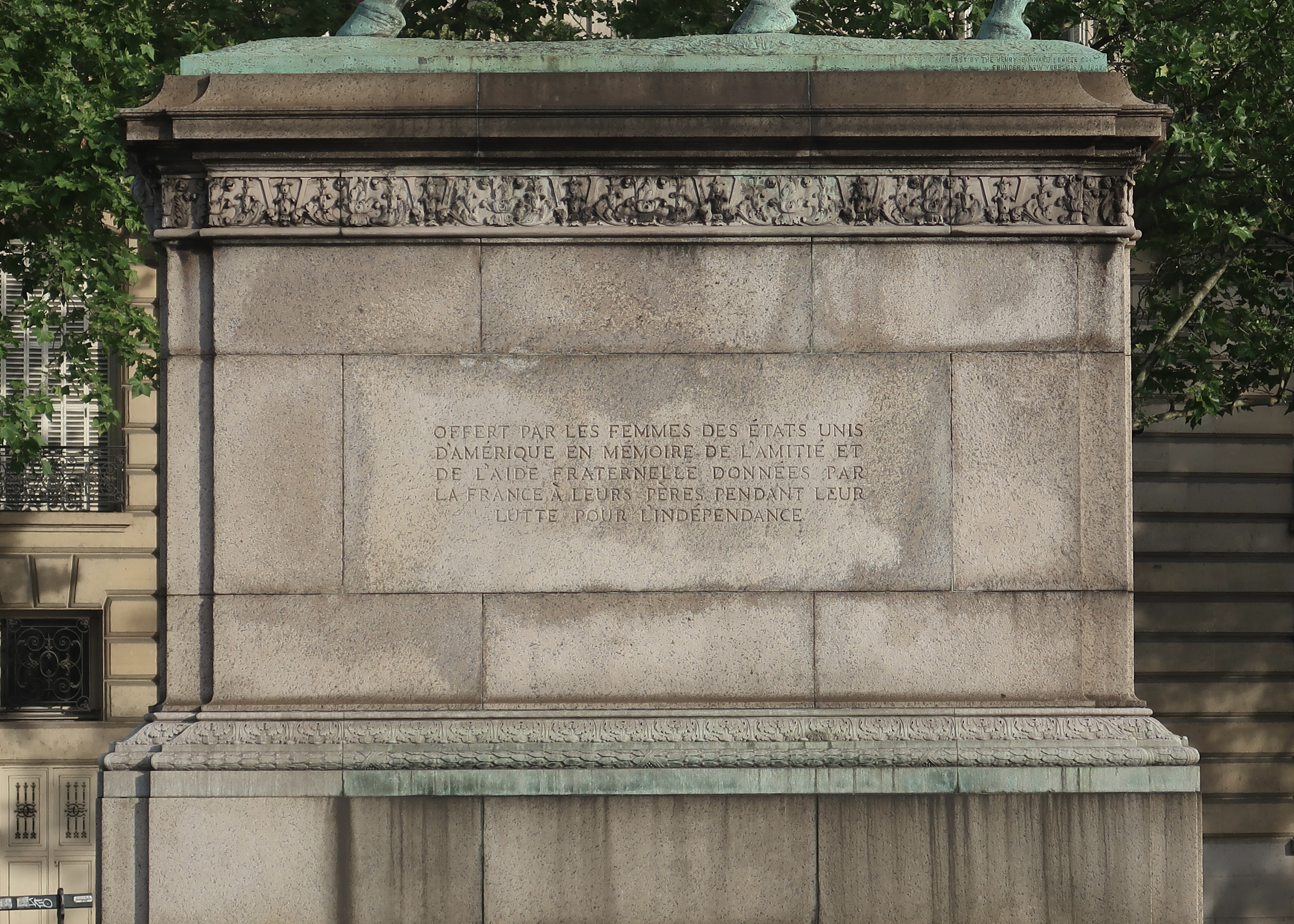
Inscription sur le socle.